# العلاقات التشيلية الطاجيكستانية
العلاقات التشيلية الطاجيكستانية هي العلاقات الثنائية التي تجمع بين تشيلي وطاجيكستان.

## مقارنة بين البلدين
هذه مقارنة عامة ومرجعية للدولتين:
| وجه المقارنة                                              | تشيلي                         | طاجيكستان                          |
| --------------------------------------------------------- | ----------------------------- | ---------------------------------- |
| المساحة (كم2)                                             | 756.10 ألف                    | 143.10 ألف                         |
| عدد السكان (نسمة)                                         | 17.37 مليون                   | 8.92 مليون                         |
| الكثافة السكانية (ن./كم²)                                 | 22.97                         | 62.33                              |
| العاصمة                                                   | سانتياغو                      | دوشنبه                             |
| اللغة الرسمية                                             | اللغة الإسبانية               | اللغة الطاجيكية                    |
| العملة                                                    | بيزو تشيلي، وحدة حساب تشيلية ‏ | ساماني طاجيكي، الروبل الطاجيكستاني |
| الناتج المحلي الإجمالي (بليون دولار)                      | 277.08 مليار                  | 7.15 مليار                         |
| الناتج المحلي الإجمالي (تعادل القوة الشرائية) بليون دولار | 419.39 مليار                  | 24.03 مليار                        |
| الناتج المحلي الإجمالي الاسمي للفرد دولار أمريكي          | 13.42 ألف                     | 925                                |
| الناتج المحلي الإجمالي للفرد دولار أمريكي                 | 22.07 ألف                     | 2.69 ألف                           |
| مؤشر التنمية البشرية                                      | 0.832                         | 0.624                              |
| رمز المكالمات الدولي                                      | +56                           | +992                               |
| رمز الإنترنت                                              | .cl                           | .tj                                |
| المنطقة الزمنية                                           | 00، 00، 00، 00                | ت ع م+05:00                        |

## منظمات دولية مشتركة
يشترك البلدان في عضوية مجموعة من المنظمات الدولية، منها:
| علم المنظمة | اسم المنظمة                        | تاريخ انضمام تشيلي | تاريخ انضمام طاجيكستان |
| ----------- | ---------------------------------- | ------------------ | ---------------------- |
|             | مؤسسة التنمية الدولية              | 30 ديسمبر 1960     | 4 يونيو 1993           |
|             | مؤسسة التمويل الدولية              | 15 أبريل 1957      | 2 ديسمبر 1994          |
|             | منظمة حظر الأسلحة الكيميائية       | ?                  | ?                      |
|             | الأمم المتحدة                      | 24 أكتوبر 1945     | 2 مارس 1992            |
|             | الاتحاد الدولي للاتصالات           | 1908               | 28 أبريل 1994          |
|             | منظمة الشرطة الجنائية الدولية      | ?                  | ?                      |
|             | البنك الدولي للإنشاء والتعمير      | 31 ديسمبر 1945     | 4 يونيو 1993           |
|             | الاتحاد البريدي العالمي            | ?                  | ?                      |
|             | وكالة ضمان الاستثمار متعدد الأطراف | 12 أبريل 1988      | 9 ديسمبر 2002          |
|             | يونسكو                             | 7 يوليو 1953       | 6 أبريل 1993           |
|             | الفريق المعني برصد الأرض           | ?                  | ?                      |

## وصلات خارجية
- موقع وزارة الخارجية التشيلية